# 7 fructidor
7 thermidor 7 jour complémentaire
Le septidi 7 fructidor, officiellement dénommé jour du sucrion, est le 337e jour de l'année du calendrier républicain.
C'était généralement le 24e jour du mois d'août dans le calendrier grégorien.